# Alur Selalas
Alur Selalas is een bestuurslaag in het regentschap Aceh Tamiang van de provincie Atjeh, Indonesië. Alur Selalas telt 583 inwoners (volkstelling 2010).